# Seznam zračnih kril Korpusa mornariške pehote Združenih držav Amerike
Seznam zračnih kril Korpusa mornariške pehote Združenih držav Amerike.
- 1. marinsko zračno krilo (Združene države Amerike)
- 2. marinsko zračno krilo (Združene države Amerike)
- 3. marinsko zračno krilo (Združene države Amerike)
- 4. marinsko zračno krilo (Združene države Amerike)